# 乙女站
乙女站（日语：／ Otome eki */?）是位於長野縣小諸市甲1284號，東日本旅客鐵道（JR東日本）的小海線車站。本站至小諸之間與信濃鐵道線並行，但信濃鐵道線沒有在此處設站。

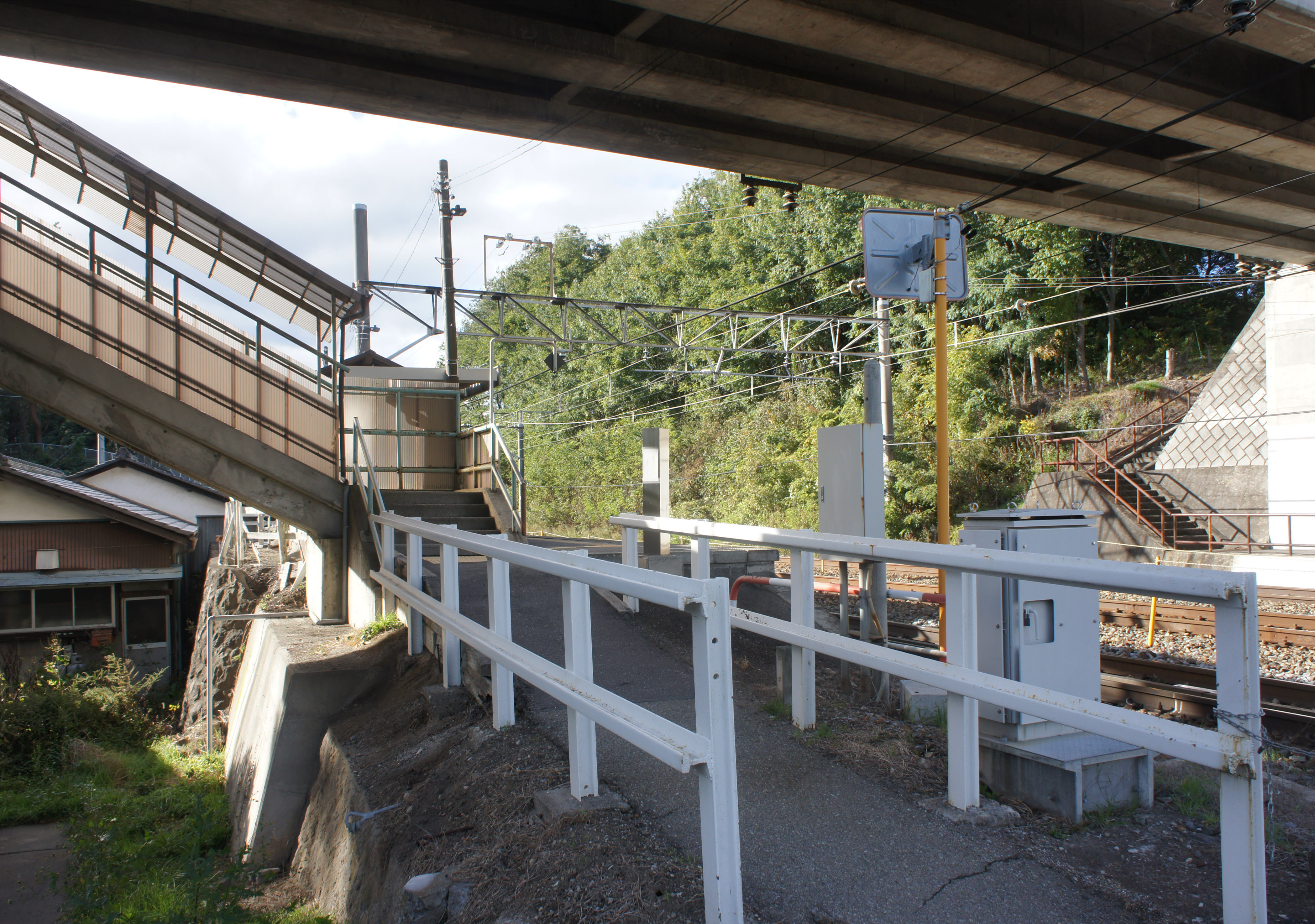
車站入口(2021年10月)

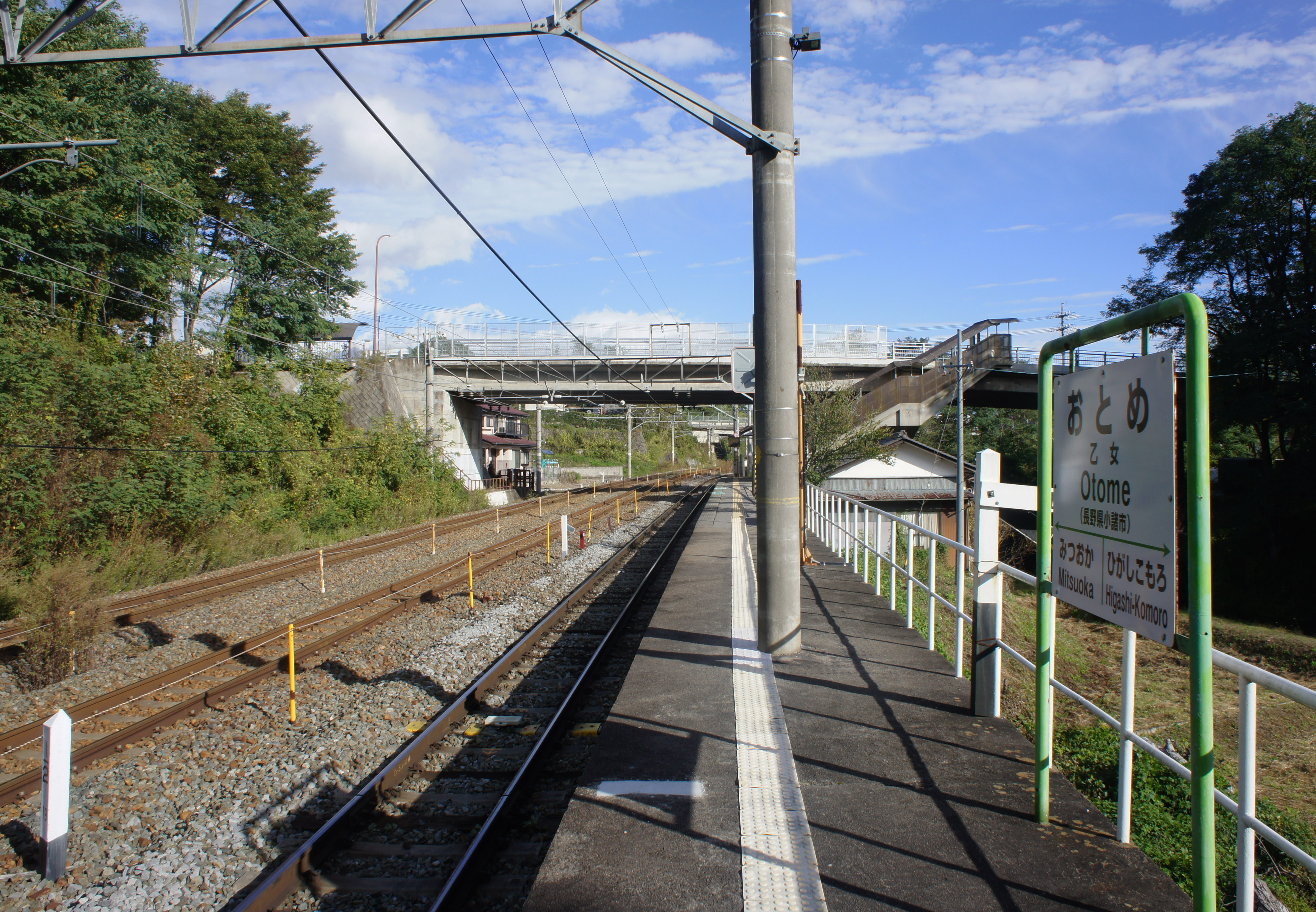
月台(2021年10月)

## 歷史
- 1915年（大正4年）8月8日：佐久鐵道 小諸站至小海站之間開通，乙女停留場啟用[1]。為旅客車站。
- 1934年（昭和9年）9月1日：佐久鐵道被國有化，成為國鐵車站[2]。
- 1944年（昭和19年）11月11日：車站暫停營業[1]。
- 1952年（昭和27年）3月1日：車站恢復營業[1]。
- 1987年（昭和62年）4月1日：伴隨國鐵分割民營化，車站由東日本旅客鐵道（JR東日本）營運[3][4]

## 車站構造
本站是地面車站，設有1面1線單式月台。在月台上設有說明「乙女」車站名稱的來源。此站是無人車站。車站設有通道連接鄰接的乙女湖公園。

## 使用狀況
根據「長野縣統計書」，以下為1日平均乘車人次：
- 2007年度 - 162人[1]
- 2009年度 - 150人[1]
- 2010年度 - 154人
- 2011年度 - 168人

## 車站周邊
- 小諸市文化中心（乙女湖公園）[1]
- 小諸市立小諸東中學
- 國道141號（日语：国道141号）
- 小諸市指定史蹟 唐松古墳群
- 長野縣交通警備株式會社總部[5]

## 相鄰車站
東日本旅客鐵道（JR東日本）
■小海線
三岡－乙女－東小諸

## 注腳
1. 1 2 3 4 5 6 7 8 9 10 11 12 13 14 15 16  信濃毎日新聞社出版部. . 信濃毎日新聞社. 2011-07-24: 134. ISBN 9784784071647 （日语）.
2. ↑  「鉄道省告示第395・396号」『官報』1934年8月25日（國立國會圖書館數碼化收藏）
3. ↑  曾根悟（監修）. 朝日新聞出版分冊百科編集部（編集） , 编. . 週刊朝日百科. 3号 飯田線・身延線・小海線. 朝日新聞出版. 2009-07-26: 27 （日语）.
4. ↑  《交通年鑑 昭和63年版》交通協力會，1988年3月。
5. ↑  長野県交通警備株式会社-営業所案内 （页面存档备份，存于）（日語） 平成30年4月27日參閲
6. ↑  テレビ東京「出没! アド街ック天国」2010年7月10日放送分 （页面存档备份，存于）（日語）

## 外部連結
- 車站資訊（乙女）：東日本旅客鐵道（日語）